# Mistrzostwa Europy w Judo 1962
12. Mistrzostwa Europy w Judo odbyły się w dniach 12–14 maja 1962 roku w Essen. 

## Klasyfikacja medalowa
| Miejsce | Państwo         |    |    |    | Razem |
| ------- | --------------- | -- | -- | -- | ----- |
| 1       | Francja         | 4  | 2  | 6  | 12    |
| 2       | Holandia        | 3  | 3  | 3  | 9     |
| 3       | ZSRR            | 2  | 2  | 1  | 5     |
| 4       | NRD             | 1  | 1  | 2  | 4     |
| 5       | Wielka Brytania | 1  | 1  | 2  | 4     |
| 6       | Belgia          | 1  | 0  | 1  | 2     |
| 7       | Włochy          | 0  | 2  | 0  | 2     |
| 8       | RFN             | 0  | 1  | 4  | 5     |
| 9       | Czechosłowacja  | 0  | 0  | 1  | 1     |
| .       | Węgry           | 0  | 0  | 1  | 1     |
| .       | Szwajcaria      | 0  | 0  | 1  | 1     |
| .       | Jugosławia      | 0  | 0  | 1  | 1     |
| Razem   | Razem           | 12 | 12 | 22 | 46    |

## Medaliści

### Mężczyźni Amatorzy
| Konkurencja: | Złoto: | Srebro:                                                                                   | Brąz: |
| −68kg        | André Bourreau | Erich Zielke                                                                              | František Kuna Michel Lesturgeon |
| −80kg        | Lionel Grossain | Jaap Mackay                                                                               | Alfred Karazhuk Otto Smirat |
| ponad 80kg   | Herbert Niemann | Willem Dadema                                                                             | Karl Nitz Adri Smits |
| Open         | Anzor Kiknadze | Michail Lukatchev                                                                         | Jan van Ierland Bludze |
| 1er dan      | Marcel Etienne | Boris Mishchenko                                                                          | Tamas David Peter Herrmann |
| 2er dan      | Anzor Kibrotsashvili                                                                                                 | Remo Venturelli                                                                           | Borivoje Cvejić Wolfgang Ehler |
| 3er dan      | Alan Petherbridge | Jan van Ierland                                                                           | Michel Franceschi John Ryan |
| 4er dan      | Jean-Pierre Dessailly                                                                                                | Nicola Tempesta                                                                           | Michel Bourgoin |
| Drużynowo    | Michel Bourgoin · Jean-Pierre Dessailly · André Iriart · Mathieu Vallauri · André Leclerc · (Yves Reymond) · Francja | Willem Dadema · Anton Geesink · Jaap Mackaay · Gerard Stroess · Theo van Ierland Holandia | Zurab Beruachvili · Anzor Kibrotsashvili · Anzor Kiknadze · Genrikh Shults · Michail Kukasevitch · ZSRR · Giuseppe Guerriero · Romano Polverari · Nicola Tempesta · Remo Venturelli · Gino Zanchetti · Włochy |

### Mężczyźni Zawodowcy
| Konkurencja: | Złoto:         | Srebro:          | Brąz:                            |
| −68kg        | Jan Snijders   | Robert Forestier | Franz-Hermann Fischer Kurt Leise |
| −80kg        | Henri Courtine | Gerd Stamer      | Romain Pacalier Lange            |
| ponad 80kg   | Anton Geesink  | Mathieu Vallauri | Roussey Pierre Brouha            |
| Open         | Anton Geesink  | George Kerr      | Kenneth Maynard André Leclerc    |